# Gangland L.A.
Gangland L.A. ist ein US-amerikanischer Actionfilm von Art Camacho aus dem Jahr 2001. Der film startete nicht in den deutschen Kinos und wurde ab dem 28. Dezember 2001 auf VHS vermarktet.

## Handlung
Im Jahr 2010 herrscht nach einem Atomkrieg in vielen Städten der USA das Chaos. Die Staatsgewalten sind unterbesetzt und machtlos. Gangs haben die Macht übernommen und regieren mit blutiger Gewalt. Durch den nuklearen Niederschlag ist zusätzlich eine Epidemie ausgebrochen, die für die Infizierten tödlich verläuft. Der Wissenschaftler Dr. Adams ist damit beschäftigt, ein Serum dagegen zu finden.
Los Angeles befindet sich unter der Kontrolle der Gang von Lucifer. Diese entführt Dr. Adams und dessen Familie, um in den Besitz des Impfstoffes zu kommen und somit endgültig Herrschaft über Leben und Tod zu erlangen. Als Derek mit seinem Bruder auf der Straße überfallen wird, töten sie dessen Bruder und stecken Derek in ein Gefängnis der Gang. Dort lernt er den Ex-Soldaten Jared kennen, mit dem er gemeinsam ausbricht. Jareds Ehefrau und Tochter wurden ebenfalls von Lucifers Gang ermordet. Auf ihrem Rachefeldzug machen sie Bekanntschaft mit der Ex-Soldatin Alexis, die ihre Schwester durch Lucifer verloren hat und sich ihnen anschließt.
Ziel der drei ist das Hauptquartier Lucifers. Sie befreien Dr. Adams und seine Familie und bringen das Serum in Sicherheit. Sie werden daraufhin von Lucifer gnadenlos verfolgt, wobei Derek erschossen wird. Im finalen Kampf können Alexis und Jared Lucifer töten und fahren mit dem lebenswichtigen Impfstoff nach Phoenix, um Infizierte zu retten.

## Kritik
„Brutaler Actionfilm, der seine missratene Konstruktion durch ein Übermaß an Stunts und Effekten auszugleichen versucht.“

„‚Die Klapperschlange‘ trifft ‚Mad Max 2‘ auf dem Budgetniveau eines Red-Bull-Werbespots in einem hanebüchen konstruierten, ungemein altmodisch wirkenden Endzeitquark, der Langweile trotzdem nur selten aufkommen lässt und Drehbuchmängel in einem nonstop-Stuntfest weitgehend egalisiert. In den Hauptrollen sind Costas Mandylor und ‚Cyborg‘-Psycho Vincent Klyn zu entdecken, während die ebenfalls groß angekündigten G-Rapper Ice-T und Coolio bereits in den ersten 5 Minuten den Heldentod sterben.“